# Грабовка (Гомельская область)
Грабовка (бел. Гра́баўка) — деревня в Гомельском районе Гомельской области Республики Беларусь. Административный центр Грабовского сельсовета.

## География

### Расположение
В 25 км на юго-восток от Гомеля и в 5 км от железнодорожной станции Терюха на линии Гомель-Чернигов.

### Гидрография
На реке Грабовка (приток реки Терюха).

## Транспортная система
Транспортная связь по автомобильной дороге Будище — Гомель.
В деревне 505 жилых домов (2004 год). Планировка складывается из 2 частей на разных берегах реки. Жилые дома преимущественно деревянные усадебного типа. В 1991—1992 годах построено 60 кирпичных домов в которых были размещены переселенцы с загрязнённых после аварии на Чернобыльской АЭС.

### Улицы
- 8 Марта
- Гагарина
- Зелёная
- Ленина
- Мира
- Московская
- Приозерная
- Садовая
- Совхозная

## История
Согласно письменных источников деревня известна с XVIII века как слобода в Речицком повете Минского воеводства Великого княжества Литовского. Основную часть жителей составляли староверы бежавшие из Российской империи. По привилегии короля Августа III от 5 ноября 1762 года во владении Фаща.
После 1-го раздела Речи Посполитой (1772 год) в составе Российской империи. В 1784 году военные отряды во главе с генералом Масловым выслали из слободы в Сибирь всех староверов. Деревня принадлежала графам Румянцевым, а после князю И. Ф. Паскевичу. В 1854 году хозяином фольварка Грабовка был польский помещик Фащ. С 1856 года действовало народное училище, с 1857 года хлебозапасный магазин. Во второй половине XIX века в деревне был заложен парк (Грабовский парк), на западной окраине которого находился курган.Садово-паркового ансамбль (Грабовский парк) включает в себя и искусственный водоем Панское озеро (Грабовское озеро). В настоящее время является одним из шести историко-культурных памятников на территории Гомельского района, одним из трёх природных памятников на территории Гомельского района и единственным садово-парковым ансамблем в сельской местности на территории Гомельского района. Охраняется государством. С 1877 года действовала маслобойня, в 1879 году построена деревянная Вознесенская церковь. В 1886 году работали 2 ветряные и водяная мельницы. В 1897 году в Носовичской волости Гомельского уезда Могилёвской губернии. В 1909 году — школа со 112 учениками, церковь, костёл, винная лавка, мельница.
С 1926 года действовала сельскохозяйственная артель «Маяк».
С 8 декабря 1926 года центр Грабовского сельсовета Носовичского, с 4 августа 1927 года Гомельского, с 10 февраля 1931 года Тереховского, с 25 декабря 1962 года Добрушского, с 18 января 1965 года Гомельского районов Гомельского (до 26 июля 1930 года) округа, с 20 февраля 1938 года Гомельской области.
В 1930 году организован колхоз «8 Марта». Работала кирпичная мастерская, водяная и ветряная мельницы, кузница.
Во время Великой Отечественной войны в сентябре 1943 года оккупанты сожгли 308 дворов и убили 13 жителей. На фронтах и в партизанской борьбе погибли 129 жителей деревни. Грабовка была освобождена 28 сентября 1943 года.
Центр совхоза «Заря». Размещаются кирпичный завод, лесничество, швейное производство, средняя школа (в 1996 году построено новое здание), Дом культуры, библиотека, амбулатория, отделение связи, столовая, 5 магазинов.

## Население

### Численность
- 2004 год — 505 дворов, 824 жителя.

### Динамика
- 1886 год — 160 дворов, 811 жителей.
- 1897 год — 216 дворов, 1229 жителей (согласно переписи).
- 1909 год — 247 дворов.
- 1940 год — 340 дворов.
- 1959 год — 988 жителей (согласно переписи).
- 2004 год — 505 дворов, 824 жителя.

## Культура
- Дом культуры
- Историко-этнографический музей ГУО «Грабовский детский сад-средняя школа» (2002)
- Музей ароматов в ГУО «Грабовский детский сад-средняя школа»

## События и мероприятия
- 18 мая 2024 года — исторический фестиваль «Именины у Екатерины»[3][4], посвящённый 295-му дню рождению великой российской императрицы Екатерины II. Часть масштабного международного туристического проекта «Дорогами Екатерины».

## Достопримечательности
- Парк, Курган XIX века.
- В память о жителях деревни погибших во время Великой Отечественной войны около школы в 1970 году установлен обелиск. После распада СССР здание школы было отдано церкви, а рядом построена современная школа-сад.
- Также в Грабовке расположен живописный парк с прудом возле имения дворянского рода Фащ, которые владели деревней до 1917 года. Липовая аллея, являющаяся символом Грабовки.
- 15 сентября 2022 года ко Дню народного единства заложена Аллея из лип и берёз «Единство»[5].
- Храм Вознесения Господня.
- Фамильные склепы Фащей.

### Утраченное наследие
- Церковь Вознесения Господня
- Костёл
- Усадьба Фащей

## Известные уроженцы
- Константин Юльянович Кононович — белорусский учёный в области санитарии и эпидемиологии